# Triángulo del Arte

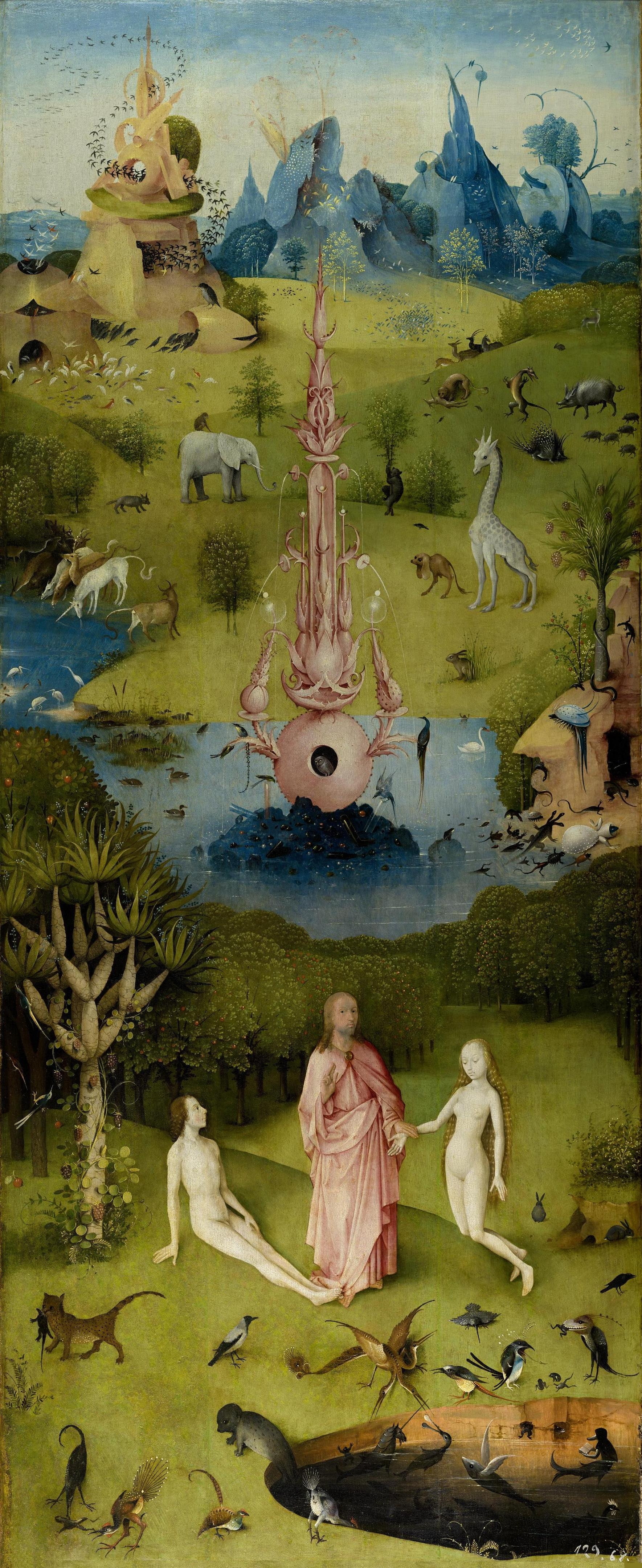
Obra de El Bosco en el Museo del Prado.

Se denomina Triángulo del Arte al grupo de museos de Madrid (España) que se ubican en la zona del paseo del Prado, vieja alameda que marca el límite entre el casco antiguo de la ciudad y el Parque del Retiro. Los tres vértices del Triángulo son el Museo del Prado, el Museo Thyssen-Bornemisza y el Museo Reina Sofía, que en conjunto atrajeron 5,3 millones de visitas en 2008. En los últimos años dos nuevos espacios de exposiciones se han instalado en la zona: CaixaForum y Tabacalera. En el año 2021 el área fue incluida en la lista de Patrimonio Mundial de la Unesco.
La denominación del área del Prado como un Triángulo del Arte fue inicialmente sugerida por la prensa, y luego asumida por las autoridades culturales, a raíz de la apertura del Museo Thyssen-Bornemisza en 1992. Dicho museo reforzaba cuantitativamente la oferta artística de la zona y cubría los huecos (cronológicos y de estilos) dejados por las colecciones de los otros dos centros. Así, se entendía que entre los tres, era posible recorrer la evolución del arte (mayormente pictórico) desde la Edad Media a la actualidad. Alrededor de sus vértices se concentra una amplísima oferta museística, a la que se ha unido el CaixaForum de La Caixa y el Centro Nacional de las Artes Visuales en la Antigua Fábrica de Tabacalera.
Actualmente el Triángulo del Arte es una denominación con cierto arraigo popular, recurrente sobre todo en la publicidad turística. Incluso se venden bonos conjuntos para acceder a los tres museos. La nueva urbanización del paseo del Prado, aún en fase de estudio, contribuirá a unificar visualmente la zona.

## Otros museos cercanos
1. Museo Arqueológico Nacional
2. Biblioteca Nacional de España y el Museo del Libro
3. Fundación Mapfre
4. Museo de la Real Academia de Bellas Artes de San Fernando
5. Museo Nacional de Artes Decorativas
6. Museo Naval de Madrid
7. Museo Nacional de Antropología
8. Casa de América
9. Casa-Museo de Lope de Vega
10. La Casa Encendida
11. CaixaForum Madrid
12. Museo del Romanticismo
13. Museo de Historia de Madrid